# Morayo Soluade
Morayoninuoluwa Chukwemeka Soluade  (nacido el 12 de julio de 1995 en Londres, Inglaterra) es un jugador de baloncesto inglés. Con 1,96 de estatura, su posición natural en la cancha es la de base en las filas del CB Tizona de la Primera FEB.

## Trayectoria
Tras varias temporadas en la cantera del Unicaja Málaga, en la temporada 2013/14 juega en el Clínicas Rincón.
Tras convencer, en 2014, debuta con el Unicaja Málaga en la Liga ACB y alterna sus participaciones con el segundo equipo.
En enero de 2016 ficha por el San Sebastián Gipuzkoa Basket Club para suplir la baja por lesión de Andrés Rico.
En la temporada 2016/2017 el joven base es cedido al San Pablo Inmobiliaria Burgos, en la liga LEB Oro, donde consigue el ascenso a la liga ACB a final de temporada.
En agosto de 2017 Unicaja Málaga recupera al jugador como tercer base para afrontar la temporada 2017/2018 en la que el club disputa la Liga Endesa y la Euroliga. El 25 de julio de 2018 club y jugador pactan de mutuo acuerdo la extinción del contrato que les unía.
En verano de 2018, se compromete con el Legia Varsovia de la PLK, donde jugaría durante la temporada 2018-19.
En 2019, regresa a España y firma con el Club Baloncesto Breogán de la LEB Oro, en el que jugaría durante dos temporadas, donde lograría el segundo ascenso a la Liga ACB de su carrera al término de la temporada 2020-21.
El 24 de julio de 2021, firma con el Club Basquet Coruña de la LEB Oro, para disputar la temporada 2021-22.
El 5 de julio de 2022, firma por los London Lions de la British Basketball League.
El 13 de julio de 2024, firma por el CB Tizona de la Primera FEB.

## Clubes
- Clínicas Rincón (2013-2014)
- Unicaja Málaga (2014-2016)
- San Sebastián Gipuzkoa Basket Club (2016)
- → San Pablo Inmobiliaria Burgos (2016-2017)
- Unicaja Málaga (2017-2018)
- Legia Varsovia (2018-2019)
- Club Baloncesto Breogán (2019-2021)
- Club Basquet Coruña (2021-2022)
- London Lions (2022-2024)
- CB Tizona (2024-presente)